# Forza Motorsport
Forza Motorsport es un videojuego de carreras desarrollado por Turn 10 Studios y publicado por Microsoft para el sistema de juegos Xbox. Fue enviado a las tiendas el 3 de mayo de 2005. El juego es la primera entrega de la serie Forza Motorsport, seguido por los juegos de Xbox 360, Forza Motorsport 2, Forza Motorsport 3 y Forza Motorsport 4 este último compatible con Kinect. Y la serie continua en Xbox One con Forza Motorsport 5, Forza Motorsport 6 y Forza Motorsport 7. También se crearon 5 videojuegos spin-off Forza Horizon para la consola Xbox 360 su secuela, Forza Horizon 2 para la consola Xbox 360 compatible con Kinect y Xbox One, Forza Horizon 3, Forza Horizon 4 compatibles con Xbox One, PC, Xbox Series X y Xbox Series S y Forza Horizon 5 compatible con Xbox One, Xbox Series S, Xbox Series X y PC

## Sistema de juego
Hay 231 coches en Forza Motorsport, que van desde un utilitario de calle, hasta supercoches como el Ferrari Enzo y prototipos de Le Mans, como el Audi R8. Los coches se dividen en 6 clases: F, E, D, C, B, A, S, R3, R2, R1 y X. Cada clase, a excepción de la clase R, tiene 4 subclases. Al actualizar mediante el tuning o la compra de nuevas piezas se pueden mover los coches entre las clases, excepto la clase R (ningún coche puede entrar o salir de clase R).
Al igual que en Gran Turismo, cada vehículo puede ser actualizado y ajustado con un gran número de extras y piezas. Las actualizaciones se dividen en tres categorías: motor / potencia, apariencia / aerodinámica y el chasis / transmisión. Existe una amplia gama de ajustes disponibles, incluyendo la presión de los neumáticos (que cambia durante las carreras debido a la temperatura), la carga aerodinámica, relaciones de transmisión y diferencial de deslizamiento limitado.
Forza Motorsport es también notable por su capacidad realista de daños para los coches, tanto desde el punto de vista estético y de rendimiento, que era (y sigue siendo) una hazaña muy impresionante en términos de adquisición de las licencias para los más de 200 coches. Esto cambia las reglas del juego, a diferencia de la serie Gran Turismo, las colisiones con obstáculos y otros coches va a alterar el comportamiento del coche, la velocidad máxima y aceleración. Además, los alerones puede ser desprendidos de los coches, la pintura puede ser raspada y ventanas pueden ser aplastadas por completo (el parabrisas no puede romperse). Los parachoques no se puede caer. Sin embargo, Microsoft no obtuvo el permiso de los fabricantes de automóviles para representar los coches volcados completamente, sino que solo se puede volcar de lado.
Otra característica es la capacidad de cambiar el aspecto de tu coche, desde el color hasta la aplicación de calcomanías. El conjunto de herramientas es algo difícil de utilizar para los principiantes, pero cuando se utiliza correctamente, es posible crear algunos diseños muy llamativos.
Aunque Microsoft no lo haya previsto, la comunidad que rodea el juego ha permitido a la función de calcomanías asumir otro nivel de complejidad. Mediante el uso de diversas herramientas de código abierto escrito y puesto a disposición en Internet, un usuario puede editar el archivo DECALS.BIN que se incluye con el juego, e insertar su etiqueta personalizada propia y vinilos, lo que permite la personalización casi infinita.
El juego contiene una mezcla de licencias: carreras callejeras, punto a punto, y circuitos reales. Pistas con licencia incluyen Road Atlanta, Silverstone, Laguna Seca, Tsukuba, Road America, y Nürburgring. Además, el circuito Blue Mountains está fuertemente influenciado en el diseño de la pista y características por el circuito Mounth Panorama en Bathurst. Además de estos, Forza Motorsport también contiene una amplia variedad de autocross, ovales, y 1/4 de milla.
La pista más larga que se incluye es el circuito de Nürburgring con 13.04 millas (20.99 kilómetros). La carrera más larga en multijugador es de 75 vueltas, lo que ascendería a 978 millas (1.574 km) en el circuito real. Ocho minutos por vuelta (a una velocidad media de aproximadamente 100 millas por hora) se traduciría en una carrera de 10 horas. La distancia es equivalente a viajar casi en su totalidad de la frontera con Canadá hasta la frontera con México a través de la costa occidental.
Una de las características más alabada del juego es su motor de física. Como cualquier simulador de carreras, Forza Motorsport calcula el rendimiento de un coche en tiempo real con datos físicos (por ejemplo, el peso del motor de un coche, su coeficiente de arrastre, etc.) El resultado es un juego de conducción que muchos creen que coincide estrechamente con la vida real. En 2005, la revista Popular Science probo este efecto al invitar a un piloto de carreras profesional y un aficionado entusiasta del coche para conducir coches idénticos en una pista idéntica, ambos en Forza Motorsport y el mundo real. Cada momento de conducción estuvo muy igualado en la pista real y en la realidad virtual.
Uno puede analizar los datos de la telemetría del coche en tiempo real durante las carreras. La opción de telemetría muestra los diferentes puntos de vista técnico y mecánico en el cual un conductor puede corregir sus habilidades de conducción en la más alta forma profesional. Los conductores / jugadores pueden ser tener un detallado conocimiento técnico sobre cómo se comporta un superdeportivo durante una carrera.
Sin embargo, el motor del juego tiende a subestimar el efecto de sobreviraje de algunos vehículos.

## Recepción
Forza Motorsport ha recibido excelentes críticas de medios de comunicación como 1UP.com, IGN, Eurogamer y mucho más.
El juego también fue presentado en junio de 2004 en la revista Popular Science.